# Charakterliche Eignung
Charakterliche Eignung ist ein unbestimmter Rechtsbegriff, der fachlich umstritten ist. Umgangssprachlich ist er sehr verbreitet.

## Strafrecht
In der Rechtspraxis wird der Begriff oft für personenbezogene Wertungen des jeweiligen Gerichts verwendet. Die Verwendung erfolgt oft ohne konkrete Operationalisierung und Begründung und wird deshalb als Ausdruck richterlicher Anmaßung verstanden. An die Stelle einer fachlich begründeten, ganzheitlichen und wissenschaftlich fundierten Begutachtung der Eignungsvoraussetzungen tritt die laienpsychologische Sichtweise des jeweiligen Richters.
Im Mai 2005 entschied der Bundesgerichtshof in Deutschland, dass die dort bisher gängige Praxis, beispielsweise einem Straftäter, der unter Verwendung eines Automobils ein Verbrechen begangen hat, automatisch wegen mangelnder charakterlicher Eignung die Fahrerlaubnis zu entziehen, unzulässig ist.

## Verwaltungsrecht
Die Verwendung des Begriffs in Verwaltungsentscheidungen (Beispiel: Anordnung einer Medizinisch-Psychologischen Untersuchung (MPU) bei Entziehung oder Neuerteilung der Fahrerlaubnis in Deutschland) entspricht einer veralteten Verwaltungspraxis und wird von Verkehrspsychologen abgelehnt. Zweifel der Fahrerlaubnisbehörde an der Fahreignung, die zur Anordnung einer MPU führen, sind nicht durch Werturteile, sondern durch Tatsachen zu begründen. Dies können schwerwiegende Verstöße gegen die Straßenverkehrs-Ordnung, wie z. B. Fahren ohne Fahrerlaubnis oder unerlaubtes Entfernen vom Unfallort sein (vgl. Entziehung und Neuerteilung der Fahrerlaubnis). Gleiches gilt für das Führen eines Kraftfahrzeugs unter Einfluss von Alkohol (ab einer Blutalkoholkonzentration von 1,6 Promille) oder illegalen Drogen oder wiederholte Verstöße gegen die Straßenverkehrs-Ordnung, die zu einem Punktestand von mehr als 8 Punkten nach dem deutschen Punktesystem führen.

## Beamtenrecht
Die charakterliche Eignung ist im Beamtenrecht ein Unterfall der persönlichen Eignung aus Art. 33 Abs. 2 GG, § 9 BeamtStG welche Bewerber für den öffentlichen Dienst aufweisen müssen. Sie liegt vor, wenn davon auszugehen ist, dass der Bewerber die nötige Loyalität, Aufrichtigkeit, Zuverlässigkeit, Fähigkeit zur Zusammenarbeit und Dienstauffassung hat. Dazu gehört auch die Fähigkeit und die innere Bereitschaft, seine dienstlichen Aufgaben nach den Grundsätzen der Verfassung wahrzunehmen, insbesondere die Freiheitsrechte der Bürger zu wahren und rechtsstaatliche Regeln einzuhalten. Auf eine fehlende charakterliche Eignung kann beispielsweise dann geschlossen werden, wenn der Bewerber Tätowierungen mit nationalsozialistischem Hintergrund trägt oder sich in der Vergangenheit wegen Unfallflucht strafbar gemacht hat.

## Weitere Anwendungen
Analoge Regelungen bestehen für den Pilotenschein, für Befähigungsnachweise und die Schifffahrt.
1. ↑  BVerwG, Beschl. v. 20.7.2016 – 2 B 17/16 (VGH Mannheim), https://openjur.de/u/2076852.html, LS. 1.
2. ↑  Dürig/Herzog/Scholz-Badura, Grundgesetz-Kommentar, 104. EL April 2024, GG Art. 33 Rn. 33.
3. ↑  VG Freiburg, Urteil vom 27.06.2023 - 3 K 2748/22, https://openjur.de/u/2472986.html, Rn. 28.
4. ↑  OVG Sachsen, 08.07.2024 - 2 B 58/24, https://dejure.org/2024,25994.
5. ↑  VGH Baden-Württemberg, 27.11.2008 - 4 S 2332/08, https://dejure.org/2008,9164.